# 明治大学スケート部
明治大学スケート部（めいじだいがくスケートぶ）は明治大学体育会に所属する大学スケート競技チームである。1925年発足。

## 概要・歴史

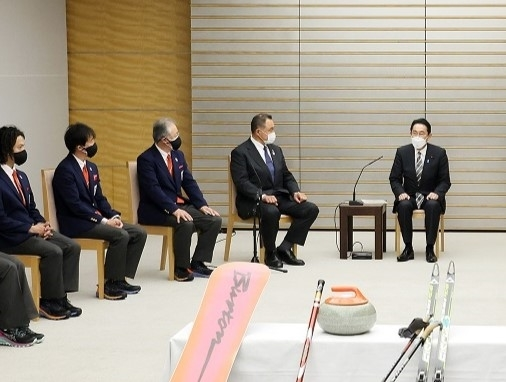
2022北京五輪後に岸田首相を表敬訪問した伊東秀仁選手団団長

1925年（大正14年）発足。1923年頃、明治大学体育会山岳部部員が赤城湖畔（群馬県）にて全国学生氷上連盟の第１回インカレに出場するための合宿を行ったことが部の前身になったといわれている。1930年に体育会に正式加盟した。
アイスホッケー部門、スピードスケート部門、フィギュアスケート部門の3部門により構成され、3部門それぞれに於いて、世界選手権大会や冬季オリンピック大会などの日本代表選手や指導者、協会要職者等を数多く輩出している。
大学スポーツ界における“氷上の王者”と称えられ、過去97回の日本学生氷上競技選手権大会（スピードスケート、フィギュアスケート、アイスホッケーの3競技で総合優勝を競う）において総合優勝61回という記録を保持する。

## 競技部門

### フィギュアスケート部門

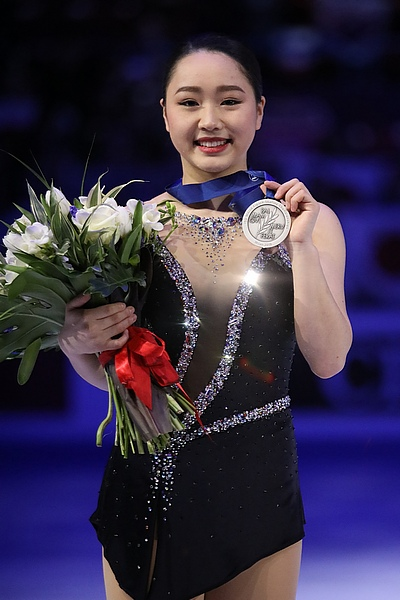
2018年世界フィギュアスケート選手権表彰台の樋口新葉

創部メンバーである久保信が1930年に初めて開催された全日本フィギュアスケート選手権で初代チャンピオンに輝いて以来、有坂隆祐による全日本フィギュアスケート選手権大会5連覇、同じく小林正水による個人4連覇、久永勝一郎（後の国際スケート連盟副会長、日本スケート連盟会長）、竹内己喜男（1972年札幌オリンピック日本選手団･1976年インスブルックオリンピック日本選手団の総監督）、杉田秀男（同・日本スケート連盟理事）などの活躍による第23回インカレから第31回大会までの9連覇、55回大会からの8連覇等々、輝かしい歴史を誇る。2022冬季北京オリンピックフィギュア団体戦において、樋口新葉が、日本史上初となる銀メダル獲得に貢献。

### アイスホッケー部門

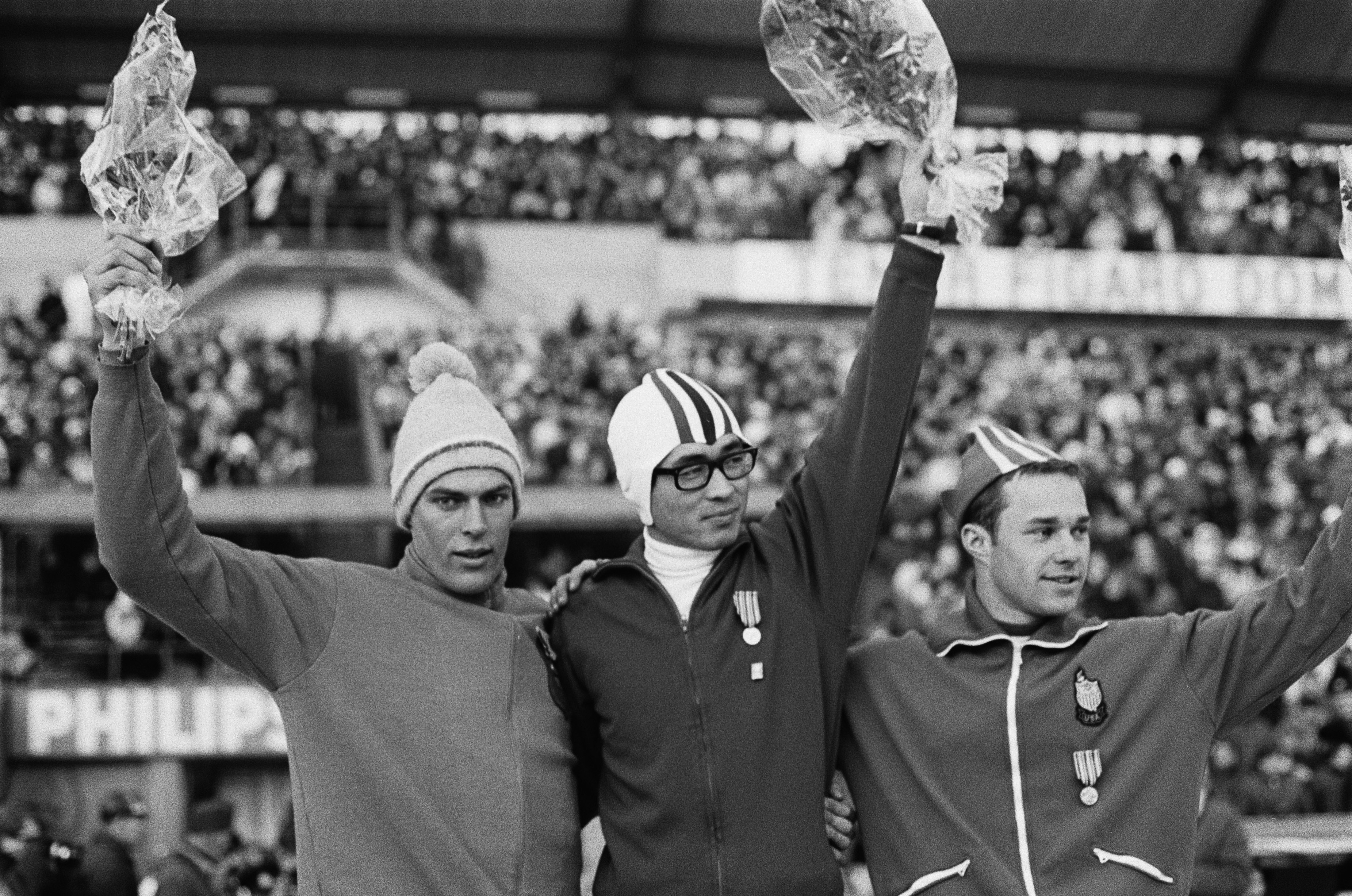
世界オールラウンドスピードスケート選手権大会（1965）で優勝した鈴木惠一

1923年頃に、在学中の明治大学体育会山岳部部員の新田義夫（後の男爵）らが赤城湖畔にて合宿を始めたのが前身といわれている。大学三大大会といわれる「春季関東大学選手権」、「秋季大学リーグ戦」、「日本学生氷上競技選手権大会（インカレ）」においていずれも最多優勝回数を誇る、大学アイスホッケー界をリードする存在である。
雪印メグミルク社長の佐藤雅俊など、選手として所属した著名企業で、そのまま経営トップや経営層で活躍するOBなどもみられる。ユニフォームは、スクールカラーの紫紺を基調に、明治のMと勝利のVを模った伝統のデザインで知られ、選手が腕を下ろすとMEIJIの「M」、両手を上げると勝利のVICTORYの「V」を表象する仕様となっている。

### スピードスケート部門
元男子500メートル世界記録保持者で、2010年バンクーバーオリンピック日本代表選手団総監督や1972年札幌オリンピック選手団長などを務めた鈴木恵一を始め、多くのオリンピアン、協会指導者などを輩出。近年では、2006年トリノオリンピックに代表選手2名を、2010年バンクーバーオリンピックには、日本代表選手団総監督の他、コーチ、代表選手4名など、部関係者計6名を派遣している。

## 明治大学スケート部をモデルにした作品
- 『スクラッチタイム』（1987〜90 漫画） - アイスホッケー部選手が主人公

## 主な出身者

### フィギュアスケート部門

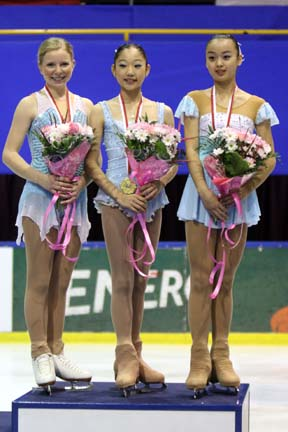
西野友毬（ISUジュニアグランプリシリーズ）

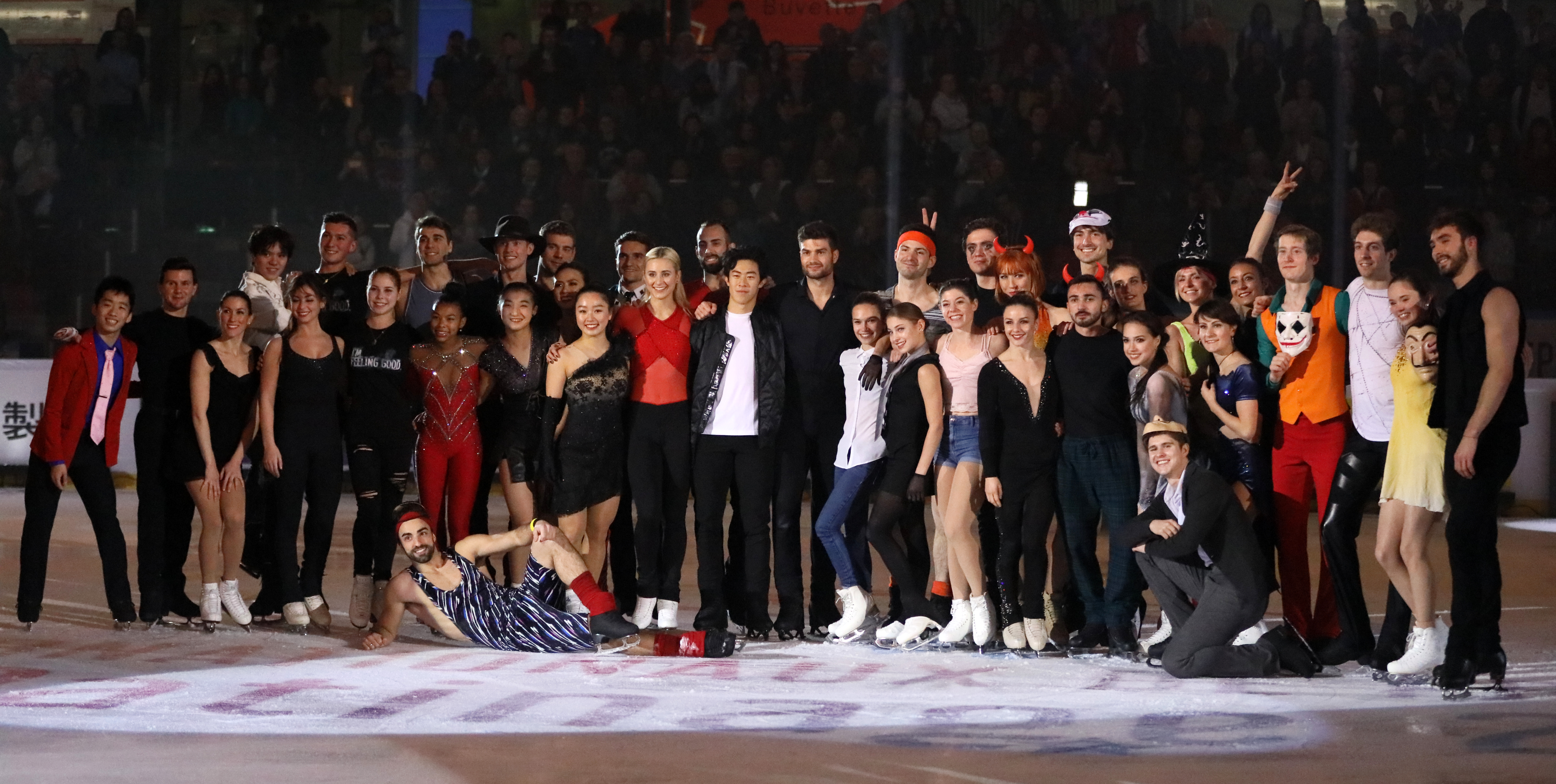
2019年フランス国際エキシビションの樋口新葉

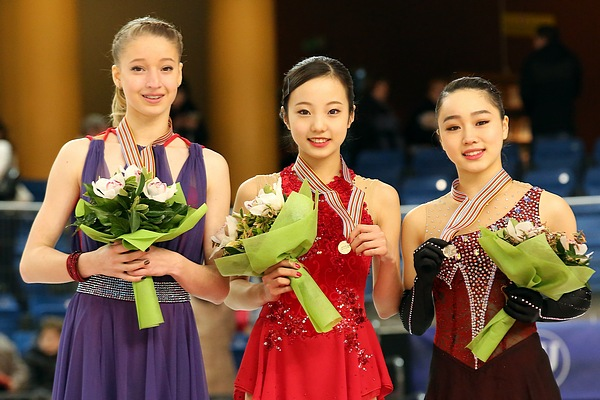
世界ジュニアフィギュアスケート選手権表彰台の本田真凜と樋口新葉

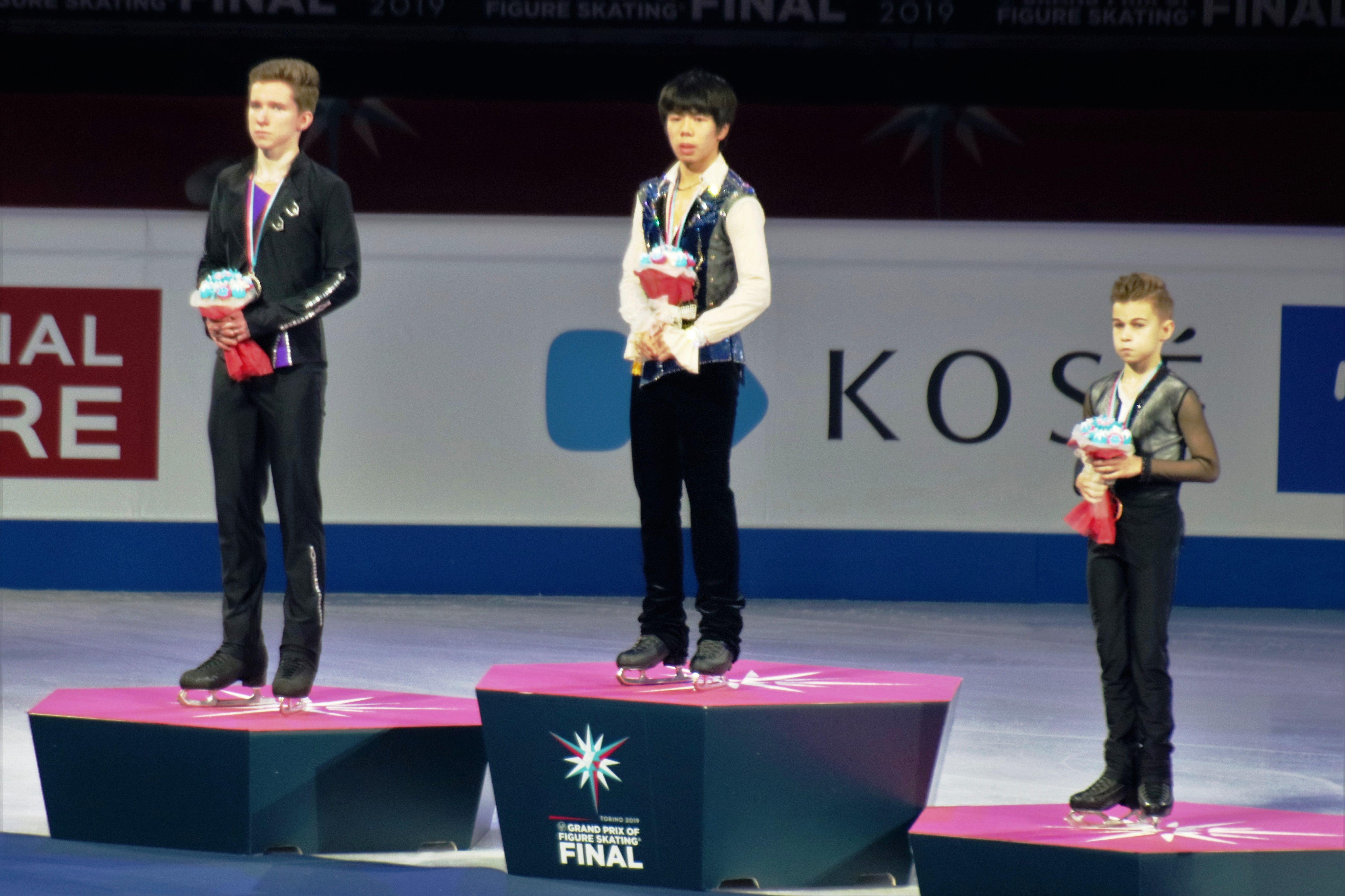
佐藤駿（ISUグランプリファイナル）

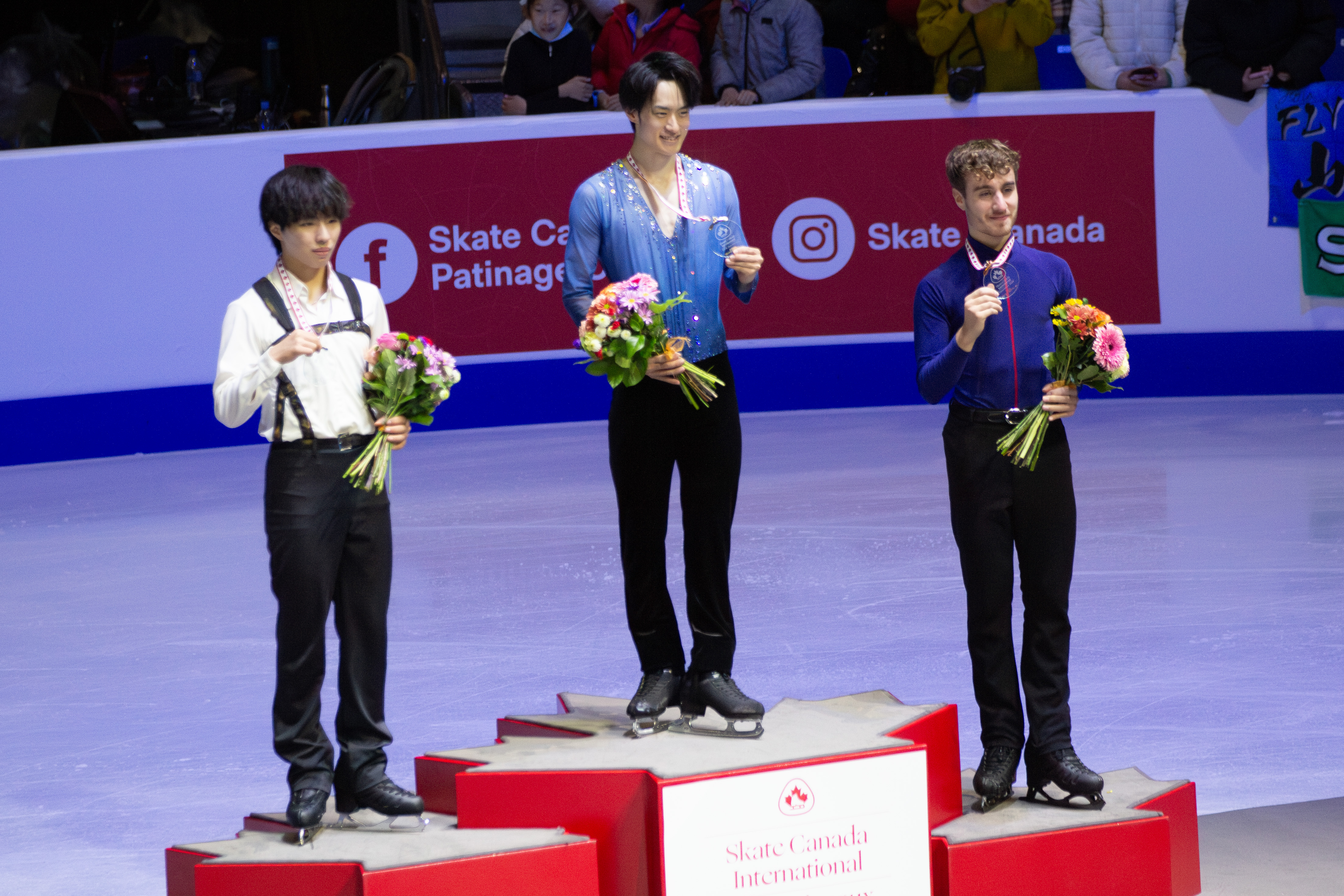
三浦佳生（2023年スケートカナダ）

- 久永勝一郎 - 元日本スケート連盟会長、元国際スケート連盟副会長、日本レダリー（現ファイザー）会長
- 杉田秀男 - 日本スケート連盟理事、TBSテレビスポーツ局長
- 伊東秀仁 - 2022年北京オリンピック日本代表選手団団長、日本スケート連盟副会長
- 久保信 - 第1回全日本フィギュアスケート選手権優勝者、北海道スケート連盟会長
- 竹内己喜男 – 1972年札幌オリンピック日本選手団総監督、1976年インスブルックオリンピック日本選手団総監督、全日本フィギュアスケート選手権アイスダンス8連覇（1957～1964）
- 有坂隆祐 - 全日本フィギュアスケート選手権優勝（5回）
- 吉沢昭 - 第37回･第38回全日本フィギュアスケート選手権準優勝
- 相吉学 - 第61回全日本フィギュアスケートジュニア選手権優勝、第64回全日本フィギュアスケート選手権8位
- 村田澄夫 - 全日本フィギュアスケート選手権優勝（1975～77）、ネーベルホルン杯3位
- 西田美和 - フィギュアスケートインストトラクター、女優、明治大学スケート部コーチ、スカイコート社長
- 高橋忠之 - 1984年サラエボオリンピックアイスダンス代表、五輪選手団旗手
- 藤井辰哉 - 全日本フィギュアスケート選手権優勝、日本スケート連盟技術顧問
- 加藤雅子 - 1984年サラエボオリンピック女子シングル代表、全日本フィギュアスケート選手権優勝
- 鈴木弘幸 - 1988年カルガリーオリンピックアイスダンス代表、全日本フィギュアスケート選手権3連覇
- 天野真 - 1998年長野オリンピックペア代表、全日本フィギュアスケート選手権男子シングル優勝
- 佐野裕見 - 全日本フィギュアスケート選手権3位
- 鈴木誠一 - 世界ジュニアフィギュアスケート選手権銅メダル
- 村田光弘 - 1992年アルベールビルオリンピックフィギュアスケート代表、全日本フィギュアスケートジュニア選手権優勝
- 青谷いずみ - 全日本フィギュアスケートジュニア選手権1位、世界ジュニアフィギュアスケート選手権6位
- 結城幸枝 - 全日本フィギュアスケート選手権2位、世界ジュニアフィギュアスケート選手権5位
- 萩原綾子 - 全日本フィギュアスケートジュニア選手権8位
- 野口博一 - 第83回全日本フィギュアスケート選手権3位、タリントロフィー4位、岡谷酸素社長
- 柴田嶺 - 全日本フィギュアスケート選手権7位
- 鳥居拓史 - 全日本フィギュアスケートジュニア選手権3位
- 石川翔子 - 2009日本学生氷上競技選手権大会女子フィギュア優勝
- 高山睦美 - 2010日本学生氷上競技選手権大会女子フィギュア優勝
- 佐々木彰生 - 2010年オンドレイネペラメモリアル優勝、全日本フィギュアスケート選手権8位
- 西野友毬 - 全日本フィギュアスケート選手権6位、2008年世界ジュニアフィギュアスケート選手権5位
- 鈴木健太郎 - 第82回全日本フィギュアスケート選手権3位、第84回全日本フィギュアスケート選手権3位
- 中野耀司 - 東日本フィギュアスケート選手権3位
- 佐上凌 - 2016東京選手権優勝
- 鎌田英嗣 - 2015/2016 ISUジュニアグランプリシリーズ7位、2014/2015 ISUジュニアグランプリシリーズ5位
- 梶田健登 - 全日本フィギュアスケート選手権出場
- 森望 - アートディレクター、パリコレクションモデル
- 山隈太一朗 - 2018年チャレンジカップジュニアクラス優勝、第87回全日本フィギュアスケート選手権10位
- 樋口新葉 - 2022年北京オリンピック団体銀メダル･個人4位、2018年世界フィギュアスケート選手権準優勝
- 本田真凜 - 2016年世界ジュニアフィギュアスケート選手権優勝
- 住吉りをん - 2022年世界ジュニアフィギュアスケート選手権8位
- 佐藤駿 - 2024年四大陸フィギュアスケート選手権銀メダル、2023年四大陸フィギュアスケート選手権銅メダル
- 三浦佳生 - 2023年四大陸フィギュアスケート選手権優勝
- 周藤集 - 2023年全日本フィギュアスケートジュニア選手権3位

### スピードスケート部門

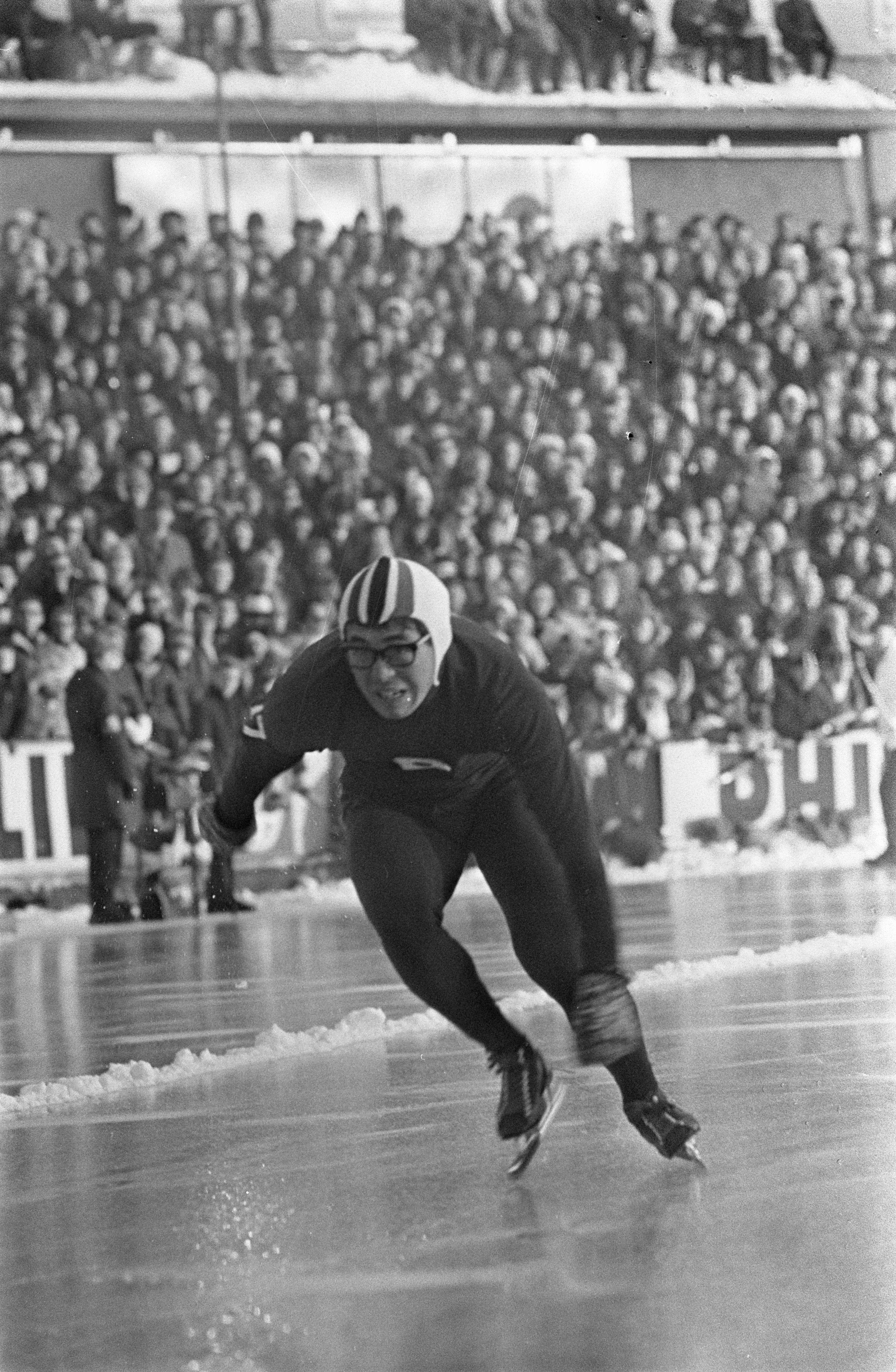
世界オールラウンドスピードスケート選手権大会（1965）で優勝した鈴木惠一

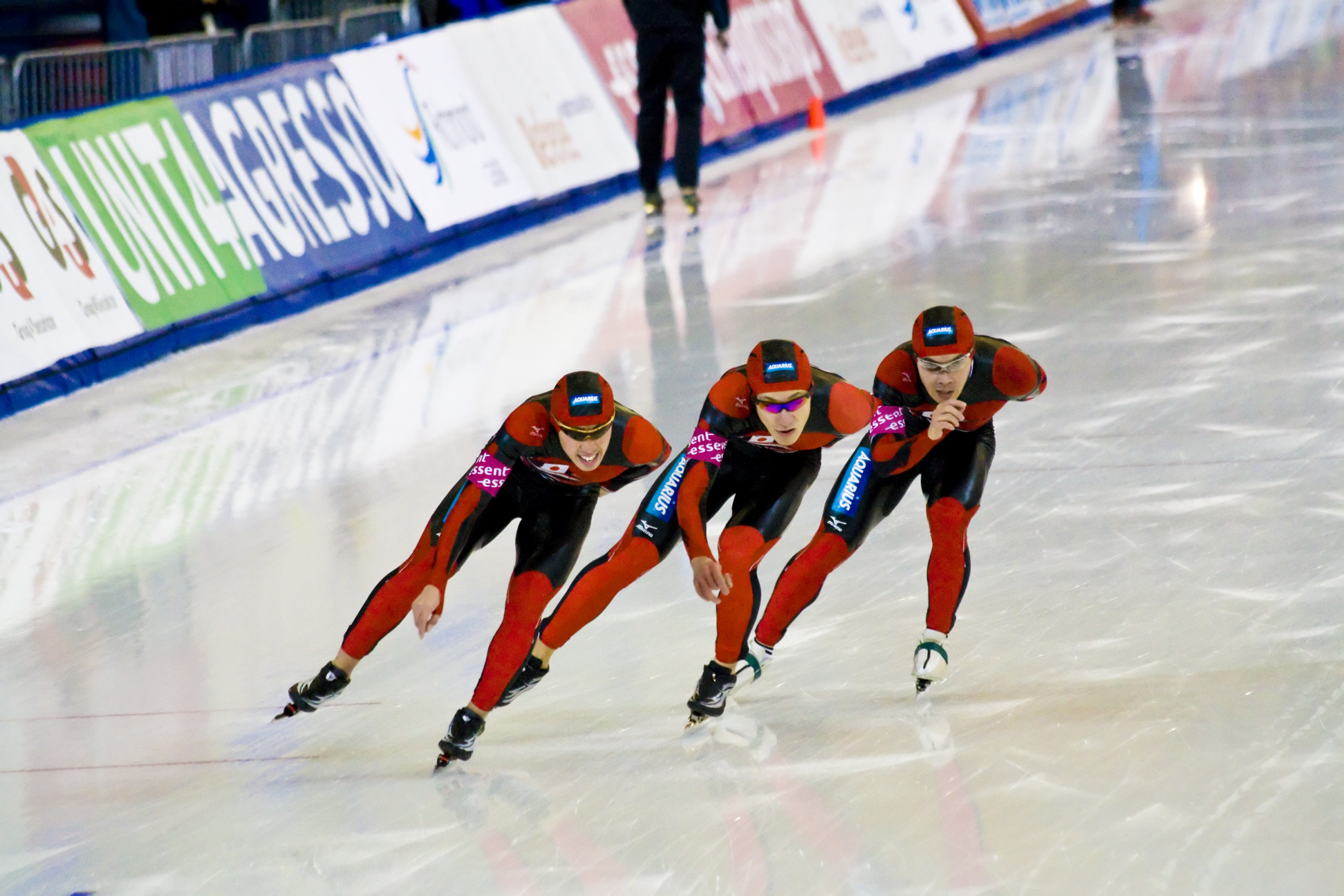
世界距離別スピードスケート選手権大会・チームパシュートで滑走する平子裕基と杉森輝大

- 鈴木恵一 - 2010年バンクーバーオリンピック日本代表選手団総監督、日本スケート連盟副会長、スピードスケート日本代表監督、明大スケート部監督、1972年札幌オリンピック選手団長・選手宣誓者（オリンピック3大会出場）、元男子500メートル世界記録保持者
- 高林清高 - 1952年オスロオリンピック500m6位、1956年コルチナ・ダンペッツオオリンピック代表
- 新保鋭 - 1964年インスブルックオリンピック・1972年札幌オリンピック代表、西武不動産スケート部監督
- 小林秀司 - 1960年スコーバレーオリンピック代表
- 溝尾武夫 - 1960年スコーバレーオリンピック代表
- 前田睦彦 - 1968年グルノーブルオリンピック代表、全日本スピードスケート選手権大会優勝、西武不動産スケート部監督
- 金正淵 - 1936年ガルミッシュ・パルテンキルヘンオリンピック日本代表、全日本スピードスケート選手権大会2連覇
- 張祐植 - 1936年ガルミッシュ・パルテンキルヘンオリンピック日本代表
- 市村和昭 - 1980年レークプラシッドオリンピック代表、全日本スプリントスピードスケート選手権大会 総合2連覇
- 菱沼雅仁 - 2010年バンクーバーオリンピックスピードスケートコーチ
- 牛山貴広 - 2006年トリノオリンピック日本代表、日本選手権2連覇
- 宮崎今佐人 - 2006年トリノオリンピック日本代表、2005年冬季ユニバーシアード冬季競技大会10000m優勝、全日本スピードスケート選手権大会総合優勝
- 小林和朗 - 世界スプリントスピードスケート選手権大会日本代表
- 平子裕基 - 2010年バンクーバーオリンピック日本代表、全日本スピードスケート選手権大会3連覇
- 杉森輝大 - 2010年バンクーバーオリンピック日本代表、全日本スピードスケート選手権大会・全日本スピードスケート距離別選手権大会優勝
- 小原唯志 - 2010年バンクーバーオリンピック日本代表、ユニバーシアード銀メダル、全日本学生選手権優勝
- 太田明生 - 2010年バンクーバーオリンピック日本代表、在学中インターカレッジ500メートル連覇
- 黒岩信允 - 国民体育大会優勝、高校総体優勝

### アイスホッケー部門

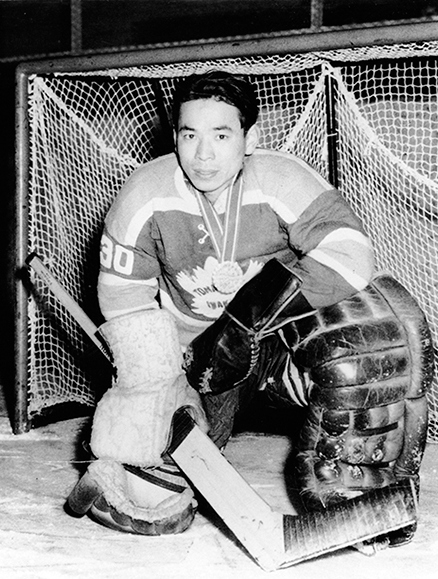
冨田正一（日本アイスホッケー連盟会長）

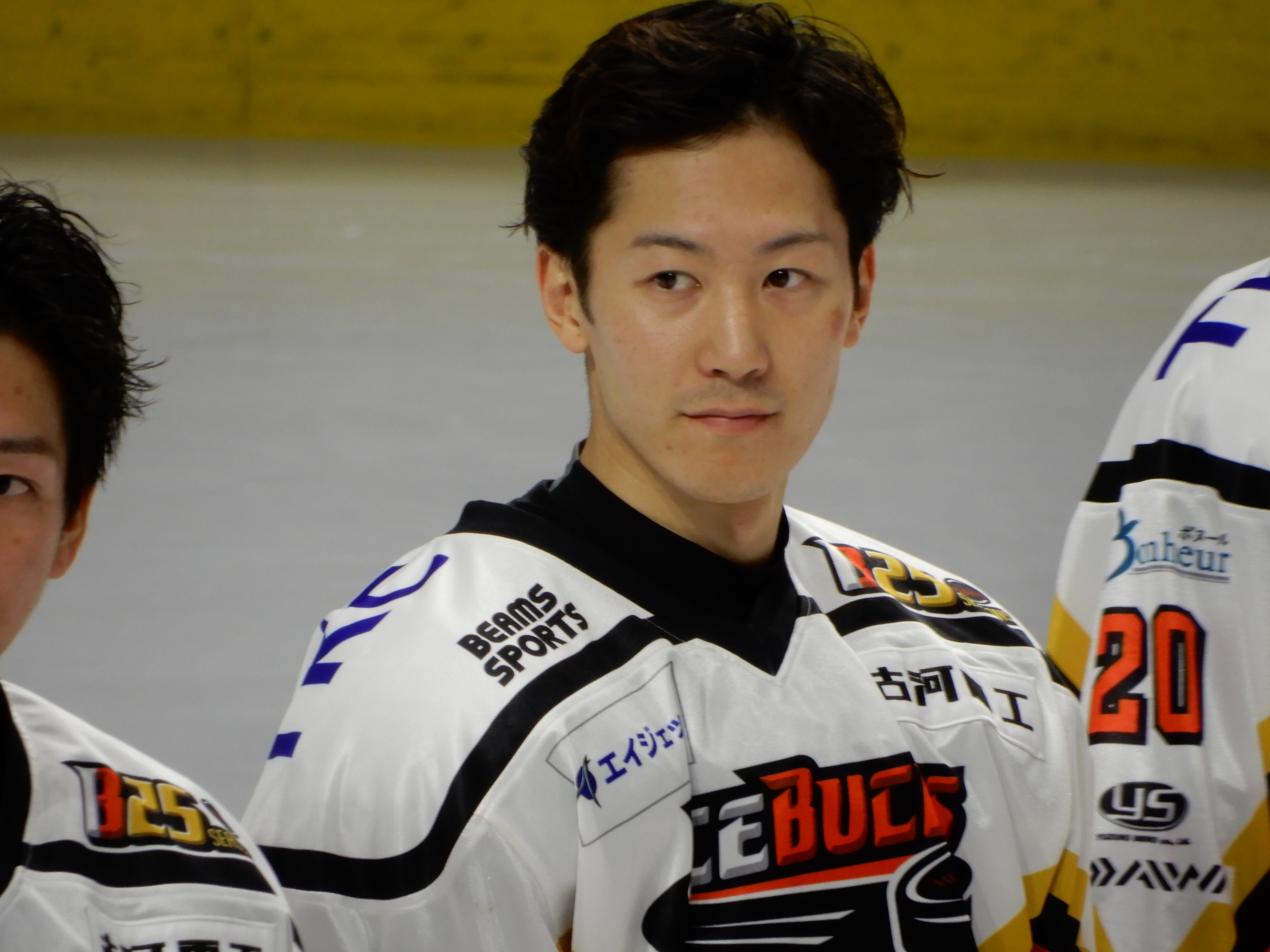
大津晃介（アイスホッケー日本代表）

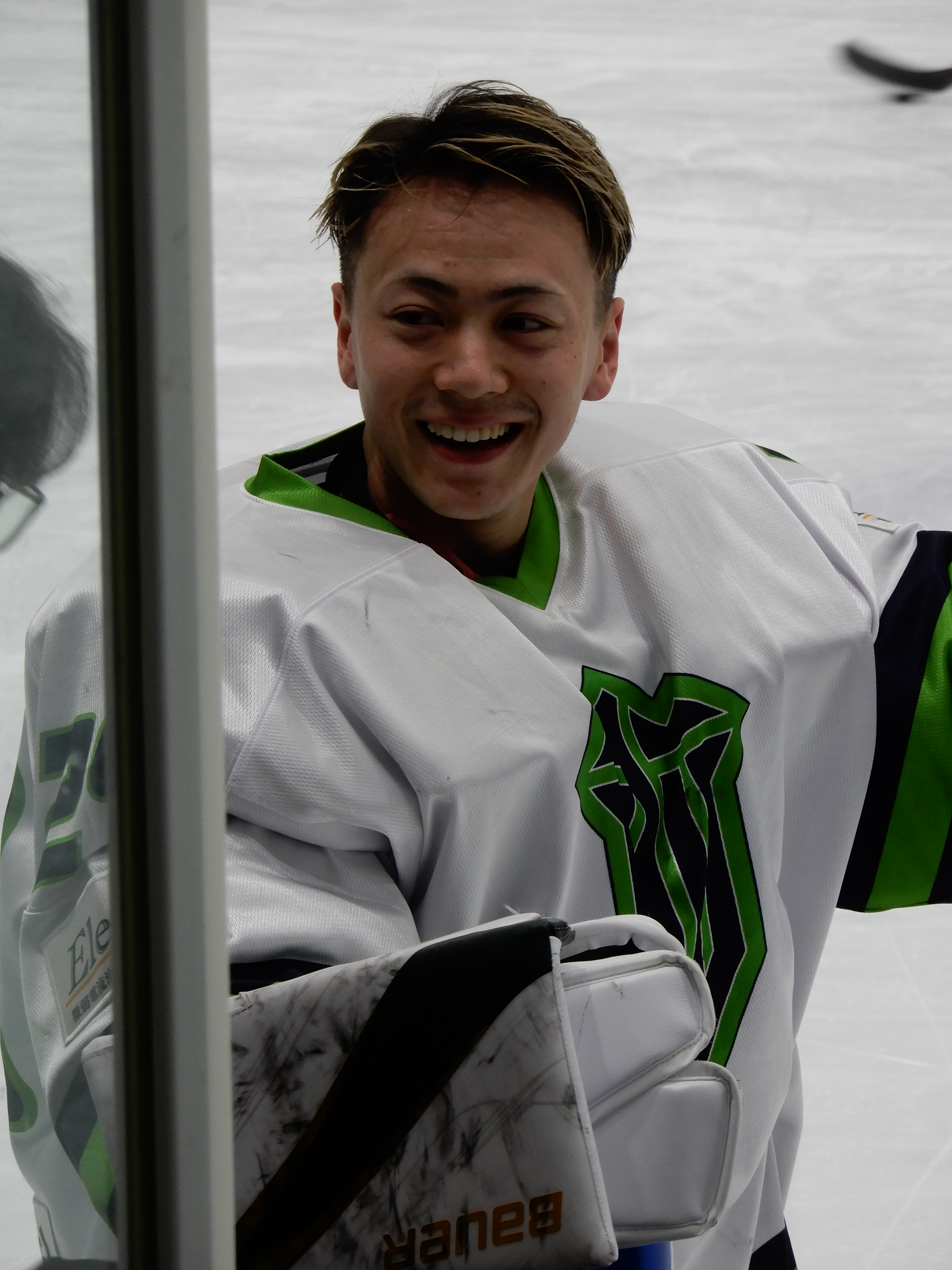
磯部裕次郎（東京ワイルズ）

- 冨田正一 - 日本アイスホッケー連盟会長、国際アイスホッケー連盟副会長、アジアリーグチェアマン、国際アイスホッケー連盟殿堂
- 遅塚研一 - 2006年トリノオリンピック日本代表選手団団長、日本アイスホッケー連盟会長
- 佐藤雅俊 - 雪印メグミルク代表取締役社長、日本アイスホッケーリーグ1985ROTY
- 坂井寿如 - 日本アイスホッケー連盟専務理事・GM、アイスホッケー日本代表監督
- 星野好男 - アイスホッケー日本代表監督･主将、埼玉西武ライオンズ（プロ野球）社長
- 松島杲三 - 日本女子プロゴルフ協会創設者
- 荒城啓介 - 東北フリーブレイズ社長・GM・監督兼任選手、元HC日光アイスバックス社長兼任選手、中国代表・チャイナドラゴン監督
- 建部彰弘 - H.C. TOCHIGI 日光アイスバックスGM
- 岩崎伸一 - アイスホッケー日本代表、1998年長野オリンピック代表、SEIBUプリンス ラビッツ監督
- 高木英克 - 日本代表、王子製紙監督、王子ネピア取締役
- 村上裕幸 - アイスホッケー日本代表、チェコ・エクストラリーグ
- 飯村喜則 - アイスホッケー日本代表、日光アイスバックス、日本製紙クレインズ
- 外崎潤 - アイスホッケー日本代表、日本製紙クレインズ
- 佐々木創 - 現明治大学スケート部総監督
- 大津晃介 - 日本製紙クレインズ
- 池田涼希 - 横浜GRITS
- 三浦大輝 - 横浜GRITS
- 磯部裕次郎 - 東京ワイルズ
- 三浦稜介 - レッドイーグルス北海道
- あいきけんた - タレント

### その他
- 山夲忠宏 - 2010年バンクーバーオリンピックボブスレー監督